# الرأي العام الدولي حول الحرب في أفغانستان
وجدت دراسة استقصائية للرأي العام شملت 47دولة أجراها مشروع مركز بيو للأبحاث في يونيو 2007 معارضة كبيرة للعمليات العسكرية لحلف شمال الأطلسي في أفغانستان. في دولتين من أصل 47دولة، كانت هناك أغلبية تؤيد بقاء القوات في أفغانستان - إسرائيل (59٪) وكينيا (60٪). من ناحية أخرى، أرادت 41دولة من أصل 47دولة خروج قوات الناتو من أفغانستان في أسرع وقت ممكن. في 32من أصل 47دولة، أرادت الأغلبية خروج قوات الناتو من أفغانستان في أسرع وقت ممكن. أرادت الأغلبية في 7 من أصل 12دولة عضو في الناتو سحب القوات في أسرع وقت ممكن.
وجد استطلاع «مركز بيو للأبحاث» الذي شمل 24دولة في يونيو2008 مرة أخرى أن الأغلبية أو التعددية في 21من 24دولة أرادوا إخراج قوات الناتو من أفغانستان في أسرع وقت ممكن. في 3من أصل 24دولة - الولايات المتحدة (50٪) وأستراليا (60٪) وبريطانيا (48٪) - فضل الرأي العام إبقاء القوات هناك حتى يستقر الوضع. منذ ذلك الحين، تغير الرأي العام في أستراليا وبريطانيا، ويريد غالبية الأستراليين والبريطانيين الآن إعادة قواتهم إلى الوطن من أفغانستان. من بين دول الناتو السبعة التي شملها الاستطلاع، لم تظهر أيدولة أغلبية تؤيد إبقاء قوات الناتو في أفغانستان - اقتربتدولة واحدة، الولايات المتحدة، من الأغلبية (50٪). ومن بين دول الناتو الست الأخرى، كان لدى خمس دول أغلبية من سكانها يريدون إخراج قوات الناتو من أفغانستان في أقرب وقت ممكن.
استمر استطلاع «مركز بيو للأبحاث» الذي شمل 25دولة في يونيو2009 في اكتشاف أن الحرب في أفغانستان لا تحظى بشعبية في معظم الدول  وأن معظم الناس يريدون خروج القوات الأمريكية وقوات الناتو من أفغانستان. أفاد الاستطلاع العالمي لعام2009 أن الأغلبية أو التعددية في 18 من أصل 25دولة أرادت من الناتو سحب قواتها من أفغانستان في أقرب وقت ممكن. (شملت التغييرات من عام2008 تنزانيا وجنوب إفريقيا وأستراليا بعد أن حلت محلها إسرائيل وكينيا والأراضي الفلسطينية وكندا في المسح، وتحولات في الآراء في الهند ونيجيريا.) في 4 دول من أصل 25دولة، كانت هناك أغلبية تؤيد إبقاء قوات الناتو في أفغانستان - الولايات المتحدة (57٪)، إسرائيل (59٪)، كينيا (56٪) ونيجيريا (52٪). على الرغم من الدعوات الأمريكية لحلفاء الناتو لإرسال المزيد من القوات إلى أفغانستان، كانت هناك معارضة الأغلبية أو التعددية لمثل هذا العمل في كلدولة من دول الناتو التي شملها الاستطلاع: ألمانيا (63٪ معارضة)، فرنسا (62٪)، بولندا (57٪)، كندا (55٪)، بريطانيا (51٪)، إسبانيا (50٪)، تركيا (49٪).
في أوروبا، أظهرت استطلاعات الرأي في فرنسا وألمانيا وبريطانيا ودول أخرى أن الجمهور الأوروبي يريد سحب قواته وتقليل الأموال التي تنفق على الحرب في أفغانستان.

## الرأي العام العالمي مقارنة بالرأي العام الأمريكي
في أكتوبر 2001، أظهر استطلاع أجرته سي إن إن / غالوب / يو إس إيه توداي أن حوالي 88 ٪من الأمريكيين يؤيدون العمل العسكري في أفغانستان، وأشار استطلاع أجرته أبحاث رأي السوق إلى أن حوالي 65 ٪من البريطانيين يؤيدون مشاركة القوات البريطانية. من ناحية أخرى، وجد استطلاع واسع النطاق شمل 37دولة للرأي العالمي أجرته مؤسسة جالوب الدولية في أواخر سبتمبر 2001، أن الأغلبية في معظم البلدان تفضل الرد القانوني، في شكل تسليم المجرمين والمحاكمة، على الرد العسكري على 9/11: في 3 دول من أصل 37دولة شملها الاستطلاع - الولايات المتحدة وإسرائيل والهند - فضلت الأغلبية العمل العسكري. في 34من أصل 37دولة شملها الاستطلاع، وجد الاستطلاع أن الأغلبية لا تحبذ العمل العسكري: في المملكة المتحدة (75٪)، فرنسا (67٪)، سويسرا (87٪)، جمهورية التشيك (64٪)، ليتوانيا (83٪)، بنما (80٪)، المكسيك (94٪)، إلخ.
هذا الانقسام بين الرأي العام الأمريكي والدولي حول العمليات العسكرية مستمر، على الرغم من تزايد المعارضة للحرب في الولايات المتحدة أيضًا. أفاد استطلاع للرأي أجرته مؤسسة غالوب في الفترة من 10 إلى 12تموز (يوليو)2009 أن الغالبية 61٪من الأمريكيين لا يعتقدون أن الولايات المتحدة قد أخطأت بإرسال قوات عسكرية في عام2001، في حين أن 36٪من الأمريكيين يفعلون ذلك. كما اعتقد 54٪أن الأمور تسير على ما يرام بالنسبة للولايات المتحدة. وجد استطلاع أجراه أنجوس ريد في 15-18 يوليو2009 أن 55٪من الأمريكيين يؤيدون العملية العسكرية، بينما يعارضها 35٪. يعتقد 49٪من الأمريكيين أن بلادهم فعلت الشيء الصحيح بإرسال قوات عسكرية. حوالي نصف الأمريكيين، 48٪، شعروا أنه ليس لديهم فكرة واضحة عما تدور حوله الحرب.
خارج الولايات المتحدة، كان الرأي العام الدولي يعارض الحرب إلى حد كبير. في استطلاع للرأي العام العالمي شمل 47دولة في يونيو 2007، وجد مشروع مركز بيو للأبحاث معارضة كبيرة لعمليات الناتو. في 4من أصل 47دولة شملها الاستطلاع، كانت هناك أغلبية تؤيد الاحتفاظ بقوات: الولايات المتحدة (50٪)، إسرائيل (59٪)، غانا (50٪)، وكينيا (60٪). في 41دولة من أصل 47دولة، تريد التعددية خروج قوات الناتو في أسرع وقت ممكن. في 32من أصل 47دولة، تريد الأغلبية انسحاب قوات الناتو في أسرع وقت ممكن. تقول الأغلبية في 7من أصل 12دولة عضو في الناتو إنه ينبغي سحب القوات في أسرع وقت ممكن.
وبالمثل، وجد استطلاع مركز بيو للأبحاث الذي شمل 24دولة في يونيو2008 أن الأغلبية أو التعددية في 21من أصل 24دولة تريد من الناتو سحب قواتها في أسرع وقت ممكن. في 3من أصل 24دولة - الولايات المتحدة (50٪) وأستراليا (60٪) وبريطانيا (48٪) - كان الرأي العام يميل أكثر نحو إبقاء القوات هناك حتى يستقر الوضع. منذ ذلك الاستطلاع، اختلفت الآراء في بريطانيا وأستراليا عن الرأي العام في الولايات المتحدة، وتريد الغالبية في كل من بريطانيا وأستراليا الآن إعادة قواتها إلى الوطن من الحرب. من بين دول الناتو السبع التي شملها الاستطلاع، لم تظهر أي منها أغلبية تؤيد الاحتفاظ بقوات الناتو حتى يستقر الوضع - فقط الولايات المتحدة اقتربت من الأغلبية (50٪). من بين دول الناتو الست الأخرى، كان لدى خمس دول أغلبية من سكانها يريدون إزالة قوات الناتو في أقرب وقت ممكن: إسبانيا (56٪)، فرنسا (54٪)، ألمانيا (54٪)، بولندا (65٪)، وتركيا. (72٪).
استمر استطلاع «مركز بيو للأبحاث» الذي شمل 25دولة في يونيو2009 في اكتشاف أن الحرب لا تحظى بشعبية في معظم الدول،  مع رغبة معظم الجمهور في انسحاب القوات الأمريكية وقوات الناتو في أسرع وقت ممكن. أفاد الاستطلاع العالمي لعام2009 أن الأغلبية أو التعددية في 18من أصل 25دولة تريد من الناتو سحب قواتها من أفغانستان في أقرب وقت ممكن. (شملت التغييرات من مسح عام2008 تنزانيا وجنوب إفريقيا وأستراليا بعد أن تم استبدالها بإسرائيل وكينيا والأراضي الفلسطينية وكندا في المسح، بالإضافة إلى تحولات في الآراء في الهند ونيجيريا.) في 4دول من أصل 25دولة، كانت هناك أغلبية تؤيد إبقاء قوات الناتو في أفغانستان - الولايات المتحدة (57٪)، إسرائيل (59٪)، كينيا (56٪) ونيجيريا (52٪). في واحدة من دول الناتو الثمانية التي شملها الاستطلاع - الولايات المتحدة - كانت هناك أغلبية تؤيد الاحتفاظ بقوات الناتو حتى يستقر الوضع. على الرغم من الدعوات الأمريكية المتكررة لحلفاء الناتو لإرسال المزيد من القوات إلى أفغانستان، كانت هناك معارضة الأغلبية أو التعددية لمثل هذا العمل في جميع دول الناتو السبعة الأخرى التي شملها الاستطلاع: ألمانيا (63٪ غير موافق)، فرنسا (62٪)، بولندا (57٪).) وكندا (55٪) وبريطانيا (51٪) وإسبانيا (50٪) وتركيا (49٪).
واصل استطلاع مركز بيو للأبحاث الذي شمل 22دولة والذي صدر في يونيو 2010 مرة أخرى أن الحرب لا تحظى بشعبية في معظم الدول. وأفاد الاستطلاع أن الأغلبية أو التعددية في 16من 22دولة تريد سحب القوات العسكرية «في أقرب وقت ممكن».دولة واحدة من أصل 22كانت هناك أغلبية أيدت الاحتفاظ بالقوات حتى يستقر الوضع (57٪في كينيا).

## الولايات المتحدة

### تزايد المعارضة للحرب
بينما لا يزال الدعم للحرب أقوى في الولايات المتحدة وإسرائيل،  أظهرت الاستطلاعات الأخيرة أيضًا معارضة متزايدة في الولايات المتحدة، بما في ذلك معارضة الأغلبية.
أظهر استطلاع للرأي أجرته واشنطن بوست - إيه بي سي في الفترة من 15 إلى 18يوليو2009 أن نصف الأمريكيين فقط، 51٪، يعتقدون أن الحرب تستحق القتال، بينما يعتقد نصفهم تقريبًا، 45٪، أن الحرب لا تستحق الخوض - وهي تعادل إحصائي داخل الولايات المتحدة. هامش الخطأ ± 3 نقطة للاستطلاع. كما أن الرأي العام الأمريكي منقسم بشدة حول ما إذا كانت الولايات المتحدة تحقق تقدمًا كبيرًا نحو الفوز في الحرب، حيث يعتقد 46٪ ذلك و 42٪ لا.
أظهر استطلاع أجرته وكالة أسوشيتد برس في الفترة من 16 إلى 20 تموز (يوليو)2009 أن غالبية الأمريكيين 53٪يعارضون الحرب، بينما يؤيدها 44٪. علاوة على ذلك، وجدت أن غالبية الأمريكيين، 34٪، عارضوا الحرب بشدة، في حين أيدها 20٪ بشدة. (19٪ عارضوا الحرب إلى حد ما، و 20٪ يؤيدونها إلى حد ما، و 3٪ لا يعرفون أو يرفضون الإجابة.) 
كما وجد استطلاع لـ سي إن إن الذي أجري في الفترة من 31 يوليو إلى 3 أغسطس2009 أن معظم الأمريكيين الآن يعارضون الحرب. في مستوى منخفض جديد في التأييد العام الأمريكي للحرب، قال 54٪من الأمريكيين إنهم عارضوا الحرب، بينما أيدها 41٪.
بعد انتخابات 20 أغسطس2009 في أفغانستان التي اتسمت بانعدام الأمن على نطاق واسع والتزوير الواسع، وتوج أكثر شهرين دموية للقوات الأمريكية في حرب الثماني سنوات، أجري استطلاع سي إن إن الذي أجري في الفترة من 28 إلى 31 أغسطس، سجل عام2009 أعلى مستوى من معارضة الحرب التي شهدها الاستطلاع حتى الآن. أغلبية 57٪من الأمريكيين تعارض الآن الحرب في أفغانستان، بينما لا يزال 42٪ يؤيدونها.
أفاد استطلاع أجرته واشنطن بوست - إيه بي سي نيوز في الفترة من 10 إلى 12 سبتمبر2009 بأن:
ووجد الاستطلاع أن أكثرية 42٪من الأمريكيين يريدون الآن خفض عدد القوات الأمريكية في أفغانستان، وأن 26٪من الأمريكيين يعتقدون أنه ينبغي إرسال المزيد من القوات إلى أفغانستان.
وجد استطلاع سي إن إن الذي أجري في 11-13 سبتمبر2009 أن المعارضة الأمريكية للحرب وصلت إلى أعلى مستوياتها على الإطلاق، بينما انخفض الدعم الأمريكي للحرب إلى أدنى مستوى جديد على الإطلاق. غالبية الأمريكيين 58٪ يعارضون الحرب الآن، بينما يؤيدها 39٪.
لاحظ كيتنغ هولاند، مدير الاقتراع في سي إن إن:
وأشار إلى أن التأييد للحرب في العراق قدانخفض في البداية إلى 39في المائة في يونيو2005 ثم ظل بشكل عام في أدنى مستوياته حتى منتصف الثلاثينيات منذ ذلك الحين.
وجد استطلاع أسوشيتد برس - جي إف كي الذي أجري في الفترة من 1 إلى 5 تشرين الأول (أكتوبر)2009 أن أغلبية 57٪من الأمريكيين يعارضون الحرب، بزيادة 4٪ عن تموز (يوليو)، بينما يؤيد 40٪ الحرب، بانخفاض 4٪ عن تموز (يوليو).
وجد استطلاع سي إن إن الذي أجري في الفترة من 30 أكتوبر إلى 1 نوفمبر2009 أن غالبية الأمريكيين 58٪ يعارضون الحرب، بينما يؤيدها 40٪. كما تعارض أغلبية 56٪من الأمريكيين إرسال المزيد من القوات الأمريكية، بينما يؤيد 42٪ القيام بذلك.
وجد استطلاع مركز بيو للأبحاث الذي أجري في 28 أكتوبر - 8 نوفمبر2009 أن غالبية 59٪من الأمريكيين يعارضون إرسال المزيد من القوات الأمريكية: الغالبية 40٪من الأمريكيين يريدون خفض عدد القوات الأمريكية، و 19٪ يريدون عدد القوات. لتبقى دون تغيير. 32٪ يؤيدون إرسال المزيد من القوات الأمريكية.
وجد استطلاع جالوب الذي أجري في الفترة من 5إلى 8نوفمبر2009 أن غالبية الأمريكيين 51٪ يعارضون إرسال المزيد من القوات الأمريكية: الغالبية 44٪من الأمريكيين يريدون خفض عدد القوات الأمريكية، و 7٪ يريدون إبقاء العدد دون تغيير.
وجد استطلاع أسوشيتد برس - جي إف كي الذي أجري في الفترة من 5 إلى 9تشرين الثاني (نوفمبر)2009 أن غالبية الأمريكيين 57٪يعارضون الحرب، بينما يؤيدها 39٪.
وجد استطلاع إيه بي سي نيوز/واشنطن بوست الذي أجري في الفترة من 12 إلى 15 تشرين الثاني (نوفمبر)2009 أن أغلبية 52٪من الأمريكيين يقولون الآن إن الحرب لا تستحق القتال، وهي نسبة عالية جديدة في معارضة سؤال الاستطلاع الذي طرح لأول مرة في عام2007، وأن 44٪ يقولون الأمر يستحق القتال، انخفاض جديد في الدعم. غالبية 76٪من الأمريكيين لا يشعرون أن الانسحاب سيزيد من خطر الإرهاب في الولايات المتحدة بينما يشعر23٪ أنه سيفعل ذلك.
وجد استطلاع سي إن إن الذي أجري في الفترة من 16 إلى 20كانون الأول (ديسمبر)2009 أن غالبية 55٪من الأمريكيين يعارضون الحرب، بينما يؤيدها 43٪.
وجد استطلاع أسوشيتد برسالذي أجري في الفترة من 12 إلى 17يناير2010 أن غالبية الأمريكيين 54٪يعارضون الحرب، بينما يؤيدها 43٪ غالبية الأمريكيين، 32٪، يعارضون الحرب بشدة، فيما يؤيدها 18٪ غالبية 55٪من الأمريكيين يعارضون إرسال المزيد من القوات الأمريكية، بينما يؤيد ذلك 41٪ الغالبية 34٪من الأمريكيين «تعارض بشدة» إرسال المزيد من القوات، بينما 17٪ «تؤيد بشدة» القيام بذلك.
أظهر استطلاع إيه بي سي نيوز /واشنطن بوست الذي أجري في الفترة من 22 إلى 25 أبريل 2010 أن أغلبية 52٪من الأمريكيين يعتقدون أن الحرب لم تكن تستحق القتال، وأن الغالبية 38٪من الأمريكيين يعتقدون «بقوة» أنها لم تكن تستحق القتال. يعتقد 45٪من الأمريكيين أن الحرب الجارية تستحق القتال، بينما يشعر 26٪من الأمريكيين بذلك بقوة.
وجد استطلاع سي إن إن الذي أجري في الفترة من 21 إلى 23 مايو 2010 أن غالبية 56٪من الأمريكيين يعارضون حرب بلادهم، بينما يؤيدها 42٪.
أظهر استطلاع إيه بي سي نيوز /واشنطن بوست الذي أجري في الفترة من 3 إلى 6 حزيران (يونيو) 2010 أن أغلبية 53٪من الأمريكيين يعتقدون أن الحرب لم تكن تستحق القتال، وأن الغالبية 41٪من الأمريكيين يعتقدون «بقوة» أنها لم تكن تستحق القتال. يعتقد 44٪من الأمريكيين أن الحرب الجارية تستحق القتال، بينما يشعر 26٪من الأمريكيين بذلك بقوة.
أظهر استطلاع إيه بي سي نيوز /واشنطن بوست الذي أجري في الفترة من 7 إلى 11تموز (يوليو)2010 أن 76٪من الأمريكيين يريدون البدء في سحب القوات بحلول الصيف المقبل أو قبل ذلك: 45٪ يصفون خطة أوباما لبدء سحب القوات بحلول الصيف المقبل بأنها «صحيحة»، و 31٪ إضافيون يدعون إلى أن يبدأ الانسحاب قبل ذلك. 18٪ يعتقدون أن الانسحاب يجب أن يبدأ في وقت لاحق. غالبية 53٪من الأمريكيين يعتقدون أن الحرب لم تكن تستحق الخوض فيها، حيث يشعر 38٪من الأمريكيين بذلك «بقوة». أفاد الاستطلاع أن التأييد للحرب وصل إلى مستوى متدنٍ جديد في الولايات المتحدة: 43٪من الأمريكيين يعتقدون أن الحرب تستحق القتال، بانخفاض حاد منذ نهاية العام السابق، وهو أدنى مستوى منذ طرح السؤال في فبراير 2007.
أظهر استطلاع سي بي إس نيوز الذي تم إجراؤه في الفترة من 9 إلى 12 يوليو 2010 أن غالبية 58٪من الأمريكيين يريدون سحب قواتهم من الحرب في غضون عام أو عامين مقبلين، و 35٪يرغبون في بقاء القوات الأمريكية لفترة أطول من عامين من الآن. . يعتقد ثلث الأمريكيين، 33٪، أنه يجب سحب أعداد كبيرة من القوات الأمريكية في أقل من عام، ويعتقد 23٪أن ذلك يجب أن يتم في غضون عام أو عامين، ويريد 2٪ انسحابًا فوريًا. يعتقد 26٪من الأمريكيين أن القوات الأمريكية يجب أن تبقى للمدة التي تستغرقها، ويعتقد 7٪أنها يجب أن تبقى من سنتين إلى خمس سنوات أخرى، ويعتقد 2٪أنها يجب أن تبقى لمدة خمس إلى عشر سنوات أخرى.
أظهر استطلاع سي إن إن الذي أجري في الفترة من 6 إلى 10 أغسطس 2010 معارضة الرأي العام الأمريكي للحرب في أعلى مستوياتها على الإطلاق. غالبية 62٪من الأمريكيين يعارضون الحرب، وهو أعلى مستوى منذ طرح سؤال الاستطلاع في عام 2006، بينما فضل 37٪ الحرب، وهو أدنى مستوى على الإطلاق.
أظهر استطلاع سي إن إن الذي أجري في الفترة من 17 إلى 19 ديسمبر 2010 مرة أخرى أن معارضة الجمهور الأمريكي للحرب وصلت إلى أعلى مستوياتها على الإطلاق. غالبية 63٪من الأمريكيين يعارضون الحرب، وهو أعلى مستوى وصل إليه منذ طرح سؤال الاستطلاع في عام 2006، بينما فضل 35٪ الحرب، وهو أدنى مستوى جديد على الإطلاق.
وصلت معارضة الجمهور الأمريكي للحرب أيضًا إلى أعلى مستوياتها على الإطلاق في استطلاعات الرأي التي أجرتها إيه بي سي نيوز وواشنطن بوست في ديسمبر 2010. تقول أغلبية 60٪من الأمريكيين إن الحرب لم تكن تستحق الخوض فيها، بينما قال 34٪ إنها كانت كذلك، وهو رقم قياسي جديد في دعم الحرب. لقد وصلت عدم شعبية الحرب الآن إلى المستويات التي شوهدت في الحرب في العراق. 81٪من الأمريكيين يريدون أن يبدأ انسحاب القوات العسكرية الأمريكية في غضون بضعة أشهر - إما في صيف 2011 كما تعهد الرئيس أوباما، أو حتى قبل ذلك.
في يناير 2011، أفاد استطلاع يو إس إيه توداي/غالوب في 14-16يناير أن أغلبية 72٪من الأمريكيين يريدون تسريع انسحاب القوات الأمريكية من أفغانستان - بما في ذلك الأغلبية في المجموعات السياسية الثلاث - بينما لا يوافق 25٪. وتجدر الإشارة إلى أن غالبية الأمريكيين، 41٪، يؤيدون «بقوة» تسريع الانسحاب، فيما يعارض ذلك 6٪ «بشدة».
في مارس2011، أفاد استطلاعواشنطن بوست / إيه بي سي نيوز في 10-13 مارس أن غالبية الأمريكيين 64٪يقولون أن الحرب لم تعد تستحق القتال - أعلى مستوى للمعارضة الأمريكية للحرب حسب الاستطلاع - بينما 31٪ اعتقدوا أنه كان - أدنى مستوى دعم حتى الآن. ما يقرب من ثلاثة أرباع الأمريكيين، 73٪، يريدون من الرئيس أوباما أن يسحب «عددًا هائلاً» من القوات هذا الصيف - بينما 21٪ لا يريدون ذلك. ما يقرب من نصف الأمريكيين، الغالبية 49٪، يعتقدون «بقوة» أن الحرب لا تستحق القتال، بينما يعتقد 17٪ أنها كذلك.
بعد مقتل أسامة بن لادن، أفاد استطلاع يو إس إيه توداي / غالوب في 5-8 مايو 2011 أن غالبية 59٪من الأمريكيين يعتقدون أن الولايات المتحدة قد أنهت عملها وأنه يجب إعادة قواتها إلى الوطن. 36٪ عارضوا ذلك، ولم يكن لدى أي مجموعة ديموغرافية كبيرة أغلبية تؤيد بقاء القوات العسكرية الأمريكية في أفغانستان.
أفاد استطلاع أسوشيتد برس الذي أجري في الفترة من 5 إلى 9مايو2011 أن غالبية 59٪من الأمريكيين يعارضون الحرب، بينما يعارضها 32٪من الأمريكيين «بشدة». 37٪من الأمريكيين يفضلون الحرب، وهو أدنى مستوى تأييد حتى الآن. غالبية 80٪من الأمريكيين يوافقون على قرار الرئيس باراك أوباما إنهاء جميع العمليات القتالية الأمريكية بحلول عام2014 والبدء في سحب القوات في يوليو، مع موافقة أغلبية 52٪ «بشدة» على إنهاء العمليات القتالية. 15٪ رفضوا و 8٪ رفضوا بشدة. تعتقد غالبية 83٪من الأمريكيين أن وتيرة الانسحاب المعلنة إما صحيحة أو بطيئة للغاية، بينما يعتقد 15٪ أنها سريعة جدًا.
أفاد استطلاع سي بي إس نيوز / نيويورك تايمز في 24-28 يونيو2011 أن غالبية 58٪من الأمريكيين يعارضون التدخل العسكري الأمريكي في أفغانستان - وهو أعلى مستوى معارضة سجله حتى الآن الاستطلاع - بينما يعتقد 35٪أن الولايات المتحدة تفعل ذلك. «الشيء الصحيح» في خوض حربها. يوافق 79٪من الأمريكيين على الانسحاب المعلن لجميع القوات الأمريكية بحلول نهاية عام2014، مع رغبة 59٪من الأمريكيين في انسحاب أكثر من ثلث جميع القوات الأمريكية خلال العام المقبل، بحلول نهاية صيف 2012. إجمالاً، 85٪من الأمريكيين - بما في ذلك 75٪من الجمهوريين - يريدون سحب ثلث القوات الأمريكية على الأقل خلال العام المقبل، بحلول نهاية صيف 2012.
في يناير2013، أفادت مجموعة أبحاث الإعلام والرأي العام أن معظم الأمريكيين يريدون انسحاب الولايات المتحدة من أفغانستان: يعتقد 37٪أن الولايات المتحدة يجب أن تسحب قواتها تدريجياً، بينما 30.2٪يقولون إن على الولايات المتحدة أن تنسحب على الفور.
أفاد استطلاع مركز بيو للأبحاث الذي صدر في الذكرى العاشرة للغزو الأمريكي أن أغلبية 52٪من الأمريكيين يعتقدون أنه بالنظر إلى التكاليف مقابل الفوائد التي تعود على الولايات المتحدة، فإن الحرب لم تكن تستحق الخوض فيها، بينما يعتقد 41٪أنها تستحق القتال
| تاريخ                    | محاباة | يعارض | غير متأكد |
| من 3 إلى 7 يونيو 2011    | 36٪    | 62٪   | 2٪        |
| 2 مايو 2011              | 42٪    | 52٪   | 5٪        |
| 21-23 يناير 2011         | 40٪    | 58٪   | 1٪        |
| 17-19 ديسمبر 2010        | 35٪    | 63٪   | 5٪        |
| من 5 إلى 7 أكتوبر 2010   | 37٪    | 58٪   | 5٪        |
| 21-23 سبتمبر 2010        | 39٪    | 58٪   | 3٪        |
| 1 - 2 سبتمبر 2010        | 41٪    | 57٪   | 2٪        |
| من 6 إلى 10 أغسطس 2010   | 37٪    | 62٪   | 1٪        |
| من 21 إلى 23 مايو 2010   | 42٪    | 56٪   | 2٪        |
| 19-21 مارس 2010          | 48٪    | 49٪   | 3٪        |
| 22-24 يناير 2010         | 47٪    | 52٪   | 1٪        |
| من 16 إلى 20 ديسمبر2009  | 43٪    | 55٪   | 3٪        |
| 2 - 3 ديسمبر2009         | 46٪    | 51٪   | 2٪        |
| من 13 إلى 15 نوفمبر2009  | 45٪    | 52٪   | 3٪        |
| 30 أكتوبر - 1 نوفمبر2009 | 40٪    | 58٪   | 2٪        |
| من 16 إلى 18 أكتوبر2009  | 41٪    | 57٪   | 2٪        |
| 11-13 سبتمبر2009         | 39٪    | 58٪   | 3٪        |
| 28-31 أغسطس،2009         | 42٪    | 57٪   | 2٪        |
| 31 يوليو - 3 أغسطس2009   | 41٪    | 54٪   | 5٪        |
| 14-17 مايو2009           | 50٪    | 48٪   | 3٪        |
| من 3 إلى 5 أبريل2009     | 53٪    | 46٪   | 1٪        |
| 18-19 فبراير2009         | 47٪    | 51٪   | 2٪        |
| 1 - 2 ديسمبر2008         | 52٪    | 46٪   | 2٪        |
| 27-29 يوليو،2008         | 46٪    | 52٪   | 2٪        |
| 19-21 يناير 2007         | 44٪    | 52٪   | 4٪        |
| 22-24 سبتمبر 2006        | 50٪    | 48٪   | 2٪        |

(صيغ الجمع على هامش الخطأ بمقدار ±3 موضحة بخط غامق. يشار إلى أدنى المستويات بخط مائل. المصدر: سي إن إن )
| تاريخ                   | محاباة | يعارض | لا أعرف / رفض |
| من 5 إلى 9 مايو 2011    | 37٪    | 59٪   | 3٪            |
| من 8 إلى 13 سبتمبر 2010 | 37٪    | 62٪   | 3٪            |
| 11-16 أغسطس 2010        | 38٪    | 58٪   | 3٪            |
| من 3 إلى 8 مارس 2010    | 46٪    | 50٪   | 3٪            |
| من 12 إلى 17 يناير 2010 | 43٪    | 54٪   | 3٪            |
| 10-14 ديسمبر2009        | 39٪    | 57٪   | 4٪            |
| من 5 إلى 9 نوفمبر2009   | 39٪    | 57٪   | 4٪            |
| 1-5 أكتوبر2009          | 40٪    | 57٪   | 3٪            |
| 16 - 20 يوليو2009       | 44٪    | 53٪   | 4٪            |

(صيغ التعددية على هامش الخطأ بنسبة 3٪ موضحة بخط غامق. يشار إلى أدنى المستويات بخط مائل. المصدر: أسوشيتد برس)
| تاريخ                     | الشيء الصحيح | لا ينبغي أن تشارك | غير متأكد |
| 28 سبتمبر - 2 أكتوبر 2011 | 34٪          | 57٪               | 9٪        |
| من 24 إلى 28 يونيو 2011   | 35٪          | 58٪               | 7٪        |
| من 3 إلى 7 يونيو 2011     | 43٪          | 51٪               | 6٪        |
| 18-21 مارس 2011           | 39٪          | 53٪               | 8٪        |
| 11-14 فبراير 2011         | 37٪          | 54٪               | 9٪        |
| من 10 إلى 14 سبتمبر 2010  | 38٪          | 54٪               | 8٪        |
| من 20 إلى 24 أغسطس 2010   | 43٪          | 48٪               | 9٪        |
| 4-8 ديسمبر2009            | 49٪          | 39٪               | 11٪       |
| من 5 إلى 8 أكتوبر2009     | 51٪          | 39٪               | 10٪       |
| 19-23 سبتمبر2009          | 47٪          | 42٪               | 11٪       |

(صيغ التعددية على هامش الخطأ بنسبة 3٪موضحة بخط غامق. يشار إلى أدنى المستويات بخط مائل. المصدر: سي بي اس نيوز )

### الانقسام بين الجمهوريين والديمقراطيين
كما يوجد انقسام بين الجمهوريين والديمقراطيين. وجد استطلاع أسوشيتد برس الذي أجري في الفترة من 16 إلى 20يوليو2009 أن 66٪من الجمهوريين يؤيدون الحرب، بينما 26٪من الديمقراطيين يؤيدونها.
أظهر استطلاع سي إن إن الذي أجري في الفترة من 31 يوليو إلى 3 أغسطس2009 أن ما يقرب من ثلثي الجمهوريين يؤيدون الحرب، بينما يعارض ثلاثة أرباع الديمقراطيين الحرب. قال مدير الاقتراع في سي إن إن كيتنغ هولاند:
وجد استطلاع أجرته إيه بي سي نيوز- واشنطن بوست الذي أجري في الفترة من 13 إلى 17 أغسطس2009 أن 78٪من الجمهوريين المحافظين يعتقدون أن الحرب تستحق القتال، بينما يعتقد 22٪من الديمقراطيين الليبراليين. يعتقد 65٪من الجمهوريين المحافظين أيضًا أن الولايات المتحدة تربح الحرب. 64٪من الديمقراطيين الليبراليين يريدون تخفيض عدد القوات الأمريكية، بينما يريد 22٪من الجمهوريين المحافظين.
أفاد استطلاع أجرته شركة McClatchy-Ipsos في 27-31 آب (أغسطس)2009 أن 66٪من الديمقراطيين و 67٪من المستقلين يعارضون إرسال المزيد من القوات الأمريكية. في إحدى المجموعات، كانت هناك أغلبية تؤيد إرسال المزيد من القوات، حيث فضل 52 ٪من الجمهوريين مزيدًا من التصعيد.
أظهر استطلاع سي إن إن الذي أجري في الفترة من 28 إلى 31 أغسطس2009 مرة أخرى أن معظم الدعم للحرب يأتي من الجمهوريين. يؤيد سبعة من كل عشرة جمهوريين الحرب، بينما يعارض ما يقرب من ثلاثة أرباع الديمقراطيين الحرب، وكذلك 57٪من المستقلين.
أظهر استطلاع الواشنطن بوست - إيه بي سي نيوز الذي أجري في الفترة من 10إلى 12سبتمبر2009 أن أغلبية 56٪من الديمقراطيين يريدون خفض عدد القوات الأمريكية، بينما يرغب 39٪من الجمهوريين في إرسال المزيد من القوات إلى الحرب. 17٪من الديمقراطيين يؤيدون إرسال المزيد من القوات. كما أفاد الاستطلاع أن غالبية 59٪من الديمقراطيين يعتقدون أن «الحرب على الإرهاب» يمكن أن تكون ناجحة دون فوز، بينما تعتقد غالبية 66٪من الجمهوريين أنه يجب كسب الحرب لكسب «الحرب على الإرهاب».
وجد استطلاع سي ان ان الذي أجري في الفترة من 11 إلى 13 سبتمبر 2009 أن 23٪ من الديمقراطيين و 39٪ من المستقلين يؤيدون الحرب ، بينما تؤيد أغلبية 62٪ من الجمهوريين الحرب. غالبية 75٪ من الديمقراطيين يعارضون الحرب.
أظهر استطلاع يو إس إيه توداي - جالوب الذي أجري في الفترة من 22إلى 23سبتمبر2009 أن غالبية 62٪من الديمقراطيين يعارضون إرسال المزيد من القوات الأمريكية، بينما تفضل غالبية 63٪من الجمهوريين إرسال المزيد من القوات الأمريكية. غالبية 53٪من الديمقراطيين يريدون بدء انسحاب القوات الأمريكية، بينما يريد 24٪من الجمهوريين أن يبدأ الانسحاب. 30٪من الديمقراطيين يؤيدون إرسال المزيد من القوات الأمريكية. ما يقرب من نصف المستقلين، 49٪يعارضون إرسال المزيد من القوات الأمريكية، وتريد أغلبية 43٪من المستقلين أيضًا البدء في سحب القوات الأمريكية من أفغانستان.
وجد استطلاع مركز بيو للأبحاث الذي أجري في الفترة من 10 إلى 15 سبتمبر2009 أن 56٪من الديمقراطيين يريدون إزالة قوات الناتو «بأسرع ما يمكن»، بينما، في المقابل، 71٪من الجمهوريين يفضلون الاحتفاظ بها. بحوالي اثنين إلى واحد، 55٪ إلى 29٪، اعتقد الجمهوريون أيضًا أن الولايات المتحدة تحرز تقدمًا بدلاً من خسارة الأرض في هزيمة طالبان عسكريًا. وبين الديمقراطيين والمستقلين 46٪ و 49٪ على التوالي، قالوا إن الولايات المتحدة تخسر قوتها في هزيمة طالبان عسكريًا.
وجد استطلاع أسوشيتد برس الذي أجري في الفترة من 1 إلى 5 أكتوبر / تشرين الأول2009 أن أغلبية 57٪من الديمقراطيين يعارضون إرسال المزيد من القوات، بينما، من ناحية أخرى، يفضل 69٪من الجمهوريين إرسال المزيد من القوات هناك.
وجد استطلاع الذي أجري في 1-4 أكتوبر2009 أن 17٪من الديمقراطيين يؤيدون إرسال المزيد من القوات. غالبية 61٪من الديمقراطيين يريدون «خفض أعداد القوات الأمريكية في أفغانستان والبدء في الخروج». غالبية 54٪من الجمهوريين يفضلون إرسال المزيد من القوات الأمريكية. قال رون فووتشو، رئيس مجموعة أبحاث كلاروس:
في استطلاع أجرته يو إس إيه توداي / غالوب في 6أكتوبر2009، عارض 59٪من الديمقراطيين و 50٪من المستقلين إرسال المزيد من القوات، بينما فضل 73٪من الجمهوريين إرسال المزيد من القوات. أراد نصف الديمقراطيين، 50٪، أن يبدأ الرئيس أوباما في سحب القوات الأمريكية، بينما أراد 18٪من الجمهوريين ذلك.
في استطلاع سي بي إس نيوز الذي أجري في الفترة من 5 إلى 8 تشرين الأول (أكتوبر)2009، أرادت أغلبية 52٪من الديمقراطيين خفض عدد القوات الأمريكية، في حين أرادت أغلبية 57٪من الجمهوريين زيادة عدد القوات الأمريكية. يؤيد 27٪من الديمقراطيين إرسال المزيد من القوات. تعتقد غالبية 76٪من الجمهوريين أن الولايات المتحدة تفعل الشيء الصحيح من خلال خوض الحرب، بينما، من ناحية أخرى، يعتقد 49٪من الديمقراطيين أن الولايات المتحدة يجب ألا تشارك.
في استطلاع إيه بي سي نيوز -واشنطن بوست الذي أجري في الفترة من 15 إلى 18أكتوبر/ تشرين الأول2009، عارض 60٪من الديمقراطيين إرسال المزيد من القوات الأمريكية، بينما فضل 69٪من الجمهوريين إرسال المزيد من القوات. 36٪من الديمقراطيين شعروا أن الحرب تستحق الخوض فيها، بينما شعر 71٪من الجمهوريين بذلك.
في استطلاع مركز بيو للأبحاث الذي أجري في الفترة من 28 أكتوبر إلى 8 نوفمبر2009، عارض 70٪من الديمقراطيين إرسال المزيد من القوات الأمريكية، بينما يفضل 48٪من الجمهوريين إرسال المزيد من القوات إلى هناك. فالأغلبية، التي تبلغ 50٪من الديمقراطيين، تريد خفض عدد القوات الأمريكية في أفغانستان، في حين أن 25٪من الجمهوريين فعلوا ذلك أيضًا.
في استطلاع جالوب الذي أجري في الفترة من 5 إلى 8 تشرين الثاني (نوفمبر)2009، عارض 66٪من الديمقراطيين إرسال المزيد من القوات الأمريكية، بينما يريد 63٪من الجمهوريين إرسال المزيد من القوات. غالبية 60٪من الديمقراطيين يريدون من الرئيس أوباما، في الواقع، أن يبدأ في خفض مستويات القوات الأمريكية. أراد 26٪من الجمهوريين أن يبدأ تخفيض القوات. لاحظت جالوب:
في استطلاع إيه بي سي نيوز/واشنطن بوست الذي أجري في الفترة من 12 إلى 15 تشرين الثاني (نوفمبر)2009، استمر الانقسام السياسي في الولايات المتحدة بشأن الحرب: يقول غالبية 66٪من الديمقراطيين أن الحرب لا تستحق القتال، مع ما يقرب من نصف الديمقراطيين، 48٪، شعور قوي بأن الحرب لا تستحق القتال، بينما، من ناحية أخرى، يقول 60٪من الجمهوريين إن الأمر يستحق القتال، حيث يشعر 43٪من الجمهوريين بقوة أنها كذلك.
أشار استطلاع سي إن إن الذي أجري في الفترة من 21 إلى 23 مايو 2010 إلى أن الحرب ظلت شائعة لدى الجمهوريين، حيث فضل ثلثاهم استمرار الحرب. أيد 27٪من الديمقراطيين الحرب، وانخفض التأييد بين المستقلين إلى 40٪.
أشار استطلاع مركز بيو للأبحاث الذي صدر في يونيو 2010 أيضًا إلى الاختلاف الحزبي الكبير، حيث وجد أن ما يقرب من ثلثي الجمهوريين، أغلبية 65 ٪، أرادوا الاستمرار في إبقاء القوات العسكرية في أفغانستان إلى أجل غير مسمى، بينما أيد 36 ٪من الديمقراطيين هذا.
وبالمثل، أفاد استطلاع إيه بي سي نيوز /واشنطن بوست الذي أجري في الفترة من 3 إلى 6 حزيران (يونيو) 2010 أن غالبية 62٪من الجمهوريين يعتقدون أن الحرب التي استمرت تسع سنوات تقريبًا والتي فرضت على هذا البلد كانت تستحق تكاليفها على الولايات المتحدة، في حين أن أغلبية الثلثين يعتقد 66٪من الديمقراطيين و 53٪من المستقلين أن الأمر لم يكن يستحق القتال. في الواقع، تعتقد غالبية 54٪من الأمريكيين ذوي الميول الديمقراطية «بقوة» أن الحرب لم تكن تستحق الخوض فيها.
كما أفاد استطلاع «سي بي إس نيوز» الذي أجري في الفترة من 9 إلى 12 تموز (يوليو)2010 عن الانقسام الحزبي القوي بشأن الحرب. يريد 73٪من الديمقراطيين تحديد جدول زمني للانسحاب، في حين أن غالبية الجمهوريين البالغ عددهم 66٪لا يريدون ذلك. تريد أغلبية ما يقرب من ثلاثة أرباع (74٪) من الديمقراطيين سحب معظم القوات الأمريكية في غضون عام أو عامين، في حين أن أغلبية 52٪من الجمهوريين يريدون بقاءهم لفترة أطول من عامين آخرين.
أفاد استطلاع سي إن إن الذي أجري في الفترة من 5 إلى 7 أكتوبر 2010 أن 68٪من الديمقراطيين يعارضون الحرب، بينما، من ناحية أخرى، فإن غالبية 51٪من الجمهوريين يؤيدون الحرب، وهم المجموعة الوحيدة من المستجيبين الذين عارضوا الحرب. 28٪من الديمقراطيين يؤيدون الحرب. بين المستقلين، أغلبية 61٪تعارض الحرب و 35٪تؤيدها.
استمر استطلاع إيه بي سي نيوز/واشنطن بوست الذي أجري في الفترة من 9إلى 12ديسمبر2010 في اكتشاف أن الجمهوريين ظلوا الأكثر دعمًا للحرب في أفغانستان: على الرغم من انخفاضها بنسبة 35٪ عن الذروة في عام2007، إلا أن 50٪من الجمهوريين ما زالوا يقولون إن الحرب تستحق القتال. في ذلك البلد. يعتقد 36٪من الديمقراطيين أن الحرب كانت تستحق الخوض فيها.
في استطلاع سي إن إن الذي أجري في 17-19ديسمبر2010، عارضت أغلبية ثلاثة أرباع الناخبين الديمقراطيين الحرب، كما يفعل أكثر من ستة من كل عشرة ناخبين مستقلين، بينما، من ناحية أخرى، 52٪من الجمهوريين، وأيد 52٪من مؤيدي حزب الشاي استمرار الحرب.
أفاد استطلاع الواشنطن بوست/إيه بي سي نيوز الذي أجري في الفترة من 10 إلى 13مارس2011 أن 19٪من الناخبين الديمقراطيين يعتقدون أن الحرب تستحق الخوض - مقارنة بنصف مؤيدي الجمهوريين، وهم الدائرة الانتخابية الرئيسية المؤيدة للحرب. يعتقد غالبية ثلثي الناخبين المستقلين أن الحرب لا تستحق القتال، بينما يعتقد واحد من كل أربعة أن الأمر كذلك. 80٪من الناخبين المستقلين يريدون من باراك أوباما سحب «عدد كبير» من قواته من أفغانستان «هذا الصيف».
في استطلاع يو إس إيه توداي/جالوب الذي أجري في الفترة من 5 إلى 8 مايو2011، بعد أسبوع من مقتل أسامة بن لادن، يعتقد الناخبون الديمقراطيون والمستقلون، بهامش 2 إلى1، أن الولايات المتحدة قد أنهت عملها ويجب أن تجلب الآن قواتها في الوطن. غالبية ثلثي الناخبين الديمقراطيين، 66٪، يعتقدون أنه يجب الآن إعادة القوات الأمريكية إلى الوطن، كما هو الحال بالنسبة للأغلبية البالغة 62٪من الناخبين المستقلين. بين الناخبين الجمهوريين، هناك عدد متساوٍ، 47٪، يعتقدون أنه يجب إعادة القوات الأمريكية إلى الوطن، و 47٪لا يعتقدون ذلك.لا توجد مجموعة ديموغرافية كبيرة واحدة لديها أغلبية تؤيد بقاء القوات العسكرية الأمريكية في أفغانستان.
في استطلاع جالوب الذي تم إجراؤه في الفترة من 25إلى26 يونيو2011، يفضل غالبية الناخبين الديمقراطيين والمستقلين الانسحاب المعلن لجميع القوات الأمريكية بحلول عام 2014. يفضل 87٪من الناخبين الديمقراطيين و 74٪من الناخبين المستقلين الانسحاب المخطط، بنسبة11٪ و21٪يعارضون. كما أن 50٪من الناخبين الجمهوريين يؤيدون الانسحاب المعلن بينما يعارضه 43٪في نفس الاستطلاع، اعتقد 54٪من الجمهوريين أنه لا ينبغي وضع جدول زمني.
في استطلاع سي بي إس نيوز / نيويورك تايمز الذي أجري في 24-28 يونيو2011، عارضت الأغلبية 60٪من الناخبين الديمقراطيين و 63٪من الناخبين المستقلين التدخل العسكري لبلادهم، بينما أيدها 32٪ و 28٪ على التوالي. وافق 90٪من الناخبين الديمقراطيين و 79٪من الناخبين المستقلين على خطة سحب جميع القوات الأمريكية بحلول نهاية عام 2014. ويريد 94٪من الناخبين الديمقراطيين و 84٪من الناخبين المستقلين سحب ثلث القوات الأمريكية على الأقل في غضون عام. بنهاية صيف 2012. في المقابل انقسم الناخبون الجمهوريون، حيث عارض 48٪التدخل العسكري الأمريكي وأيده 47٪. 67٪من الناخبين الجمهوريين يوافقون على خطة الرئيس أوباما لسحب جميع القوات الأمريكية بنهاية 2014، و 75٪ يريدون سحب ثلث القوات على الأقل في غضون عام، بحلول نهاية صيف 2012.
في الاستطلاع الذي أجراه مركز بيو للأبحاث في الذكرى العاشرة للغزو الأمريكي لأفغانستان وأطول فترة حرب مستمرة في تاريخها، تعتقد غالبية 59٪من الناخبين الديمقراطيين والأغلبية 58٪من الناخبين المستقلين أن الحرب لم تكن ذات قيمة. يقاتل، بينما يعتقد 34٪و 36٪على التوالي أنه حصل. من ناحية أخرى، يعتقد 56٪من الجمهوريين أن الحرب التي استمرت عقدًا من الزمن كانت تستحق الخوض فيها، بينما يعتقد 37٪أنها لم تكن كذلك.

### تصاعد المعارضة للحرب بين المحافظين
في استطلاع للرأي أجري في يناير2011 للمحافظين، دعا 66٪من الناخبين المحافظين وأنصار حزب الشاي إما إلى خفض مستويات القوات الأمريكية (التعددية39٪) أو الانسحاب الكامل «في أقرب وقت ممكن»(27٪). 24٪يعتقدون أنه يجب الحفاظ على المستويات الحالية للقوات. يشعر غالبية الناخبين المحافظين بنسبة71٪، بما في ذلك أكثر من ثلثي مؤيدي حزب الشاي، بالقلق من أن تكلفة الحرب على دافعي الضرائب الأمريكيين 120مليار دولار تم إنفاقها على الحرب في عام2010 ستجعل من الصعب تقليل العجز الأمريكي العام المقبل وموازنة الميزانية الفيدرالية الأمريكية في العقد القادم. تم إجراء الاستطلاع لمجموعة دراسة أفغانستان في الفترة من 4إلى 10يناير2011.
كما أفاد استطلاع أجرته يو إس إيه توداي/ جالوب في الفترة من14 إلى 16 يناير2011 أنه، خلف 86٪من الديمقراطيين و 72٪من المستقلين، هناك الآن 61٪من المحافظين الذين حددوا أنفسهم بأنفسهم يدعون إلى تسريع انسحاب القوات الأمريكية.
في استطلاع جالوب الذي أجري في الفترة من 25-26يونيو2011، يفضل 50٪من الناخبين الجمهوريين بشكل عام الانسحاب المعلن لجميع القوات الأمريكية من أفغانستان بحلول عام 2014، بينما عارضه 43٪.
في استطلاع سي بي إس نيوز/ نيويورك تايمز الذي أجري في الفترة من 24 إلى 28يونيو2011، وافق 67٪من الناخبين الجمهوريين على خطة سحب جميع القوات الأمريكية بحلول نهاية صيف 2012، ويريد 75٪من الناخبين الجمهوريين الثلث على الأقل. من انسحاب القوات الأمريكية بنهاية صيف 2012: أغلبية 41٪من الناخبين الجمهوريين يريدون سحب أكثر من ثلث القوات الأمريكية في هذا الإطار الزمني، و 34٪يريدون حوالي الثلث، بينما يعتقد 18٪ أنه يجب أن يكون أقل من واحد. الثالث.

## آراء الجمهور في حلف شمال الأطلسي للولايات المتحدة

### 2008
في عام2008، لم يحظى أحد حلفاء الناتو الستة في استطلاع مركز بيو للأبحاث بدعم الأغلبية للإبقاء على القوات في أفغانستان، وكان خمسة من الدول الست لديها أغلبية تريد الانسحاب في أقرب وقت ممكن. في عام2009، لم يكن أي من الحلفاء السبعة في الناتو في استطلاع مركز بيو للأبحاث يحظى بدعم الأغلبية لمواصلة الاحتفاظ بالقوات العسكرية هناك، لكن جميع الحلفاء السبعة في الناتو في الاستطلاع كان لديهم أغلبية أو معارضة تعدد قوية لإرسال المزيد من القوات.

### 2009
أكد استطلاع «الاتجاهات عبر الأطلسي» الذي أجري في يونيو2009 والذي شمل 13دولة من دول حلف شمال الأطلسي، وهو أيضًا من مركز أبحاث السياسة الأمريكية، صندوق مارشال الألماني للولايات المتحدة، معارضة الجماهير للحرب في دول الناتو المتورطة مع الولايات المتحدة في أفغانستان.
تريد أغلبية سكان جميع دول الناتو الـ 12 التي شملها الاستطلاع في أوروبا وتركيا تقليص قواتها العسكرية في أفغانستان أو سحبها بالكامل - المملكة المتحدة (60٪)، فرنسا (51٪)، ألمانيا (57٪)، إيطاليا (55٪)، هولندا (50٪)، بولندا (68٪)، البرتغال (52٪)، إسبانيا (54٪)، سلوفاكيا (61٪)، بلغاريا (72٪)، رومانيا (61٪)، تركيا (50) ٪).
غالبية 55٪من الأوروبيين الغربيين وأغلبية 69٪من الأوروبيين الشرقيين يريدون تخفيض أو إزالة قواتهم من أفغانستان، مع إزالة القوات بالكامل التي دعا إليها 51٪من البولنديين، و 50٪من البلغار، و 48٪من الرومانيين، و 41٪من البريطانيون و 41٪من الألمان.
على الرغم من ضغوط إدارة أوباما لزيادة مستويات قواتها في أفغانستان، فإن الجمهور يعارض بشدة في جميع الدول الـ12 الحليفة في الناتو التي شملها الاستطلاع. 77٪من الأشخاص في 12دولة من دول الناتو شملها المسح في الاتحاد الأوروبي وتركيا يعارضون إرسال المزيد من القوات إلى أفغانستان. أقل من 1من كل 5 أشخاص، 19٪، في 12دولة من دول الناتو أيدوا إرسال المزيد من القوات.
| عضو الناتو       | ٪ دعم2009 | ٪ دعم 2010 | ٪ دعم 2011 |
| الولايات المتحدة | 30٪       | 25٪        | 6٪         |
| المملكة المتحدة  | 11٪       | 7٪         | 3٪         |
| فرنسا            | 4٪        | 4٪         | 2٪         |
| ألمانيا          | 7٪        | 7٪         | 4٪         |
| إيطاليا          | 6٪        | 4٪         | 2٪         |
| هولندا           | 4٪        | 4٪         | 5٪         |
| بولندا           | 5٪        | 2٪         | 2٪         |
| البرتغال         | 4٪        | 2٪         | 3٪         |
| إسبانيا          | 7٪        | 6٪         | 3٪         |
| سلوفاكيا         | 2٪        | 3٪         | 2٪         |
| بلغاريا          | 2٪        | 2٪         | 1٪         |
| رومانيا          | 5٪        | 6٪         | 2٪         |
| ديك رومى         | 14٪       | 16٪        | 12٪        |

(المصدر: صندوق مارشال الألماني للولايات المتحدة - اتجاهات عبر المحيط الأطلسي يونيو2009، 2010، و 2011 استطلاعات )
كما أفاد استطلاع دول الناتو، الذي تم إجراؤه في يونيو2009، أي قبل شهرين من الانتخابات الأفغانية، أن 56٪من الأمريكيين كانوا متفائلين بشأن استقرار الوضع في أفغانستان، في حين أن الغالبية 62٪من الناس في 12دولة من دول الناتو في أوروبا. وتركيا لم تكن كذلك.
في استطلاع مشروع مركز بيو للأبحاث لعام2009، لم يكن لدى أي من حلفاء الناتو السبعة الذين شملهم الاستطلاع دعم الأغلبية لإبقاء قوات الناتو في أفغانستان. على الرغم من الدعوات الأمريكية المتكررة لحلفائهم في الناتو لإرسال المزيد من القوات إلى أفغانستان، كانت هناك معارضة الأغلبية أو التعددية لمثل هذا العمل في جميع الدول الحليفة في الناتو السبعة التي شملها الاستطلاع: ألمانيا (63٪ غير موافق)، فرنسا (62٪)، بولندا (57). ٪) وكندا (55٪) وبريطانيا (51٪) وإسبانيا (50٪) وتركيا (49٪).

### 2010
في عام 2010، لم يحظى أي من حلفاء الناتو الستة في استطلاع مركز بيو للأبحاث بدعم الأغلبية للإبقاء على القوات في أفغانستان. وبدلاً من ذلك، وجد الاستطلاع أن الأغلبية والتعددية في 5 من أصل 6 دول أعضاء في الناتو يريدون إخراج قوات الناتو العسكرية من أفغانستان «في أقرب وقت ممكن». أغلبية 67٪ في تركيا، 58٪ أغلبية في ألمانيا، 52٪ أغلبية في فرنسا، 49٪ تعددية في إسبانيا، 44٪ تعددية في بولندا، و 45٪ في المملكة المتحدة يريدون جميعًا إخراج قوات الناتو العسكرية من أفغانستان «في أقرب وقت ممكن».
وجدت دراسة الاتجاهات عبر الأطلسي في يونيو2010 التي أجراها صندوق مارشال الألماني للولايات المتحدة أن التعددية في جميع الدول الحليفة في الناتو الإثني عشر التي شملها الاستطلاع، والأغلبية في 11من أصل 12منها، تريد سحب كل أو بعض قواتها من أفغانستان.
بالنسبة إلى 12دولة أوروبية في الناتو شملها الاستطلاع ككل، يعتقد 70٪أن بلادهم يجب أن تبدأ في سحب قواتها على الفور (36٪) أو في عام 2011 إذا سمحت الظروف بذلك (36٪). يعتقد 23٪أن قواتهم يجب أن تبقى للمدة التي يتطلبها الأمر «لتحقيق الاستقرار» في أفغانستان. تريد غالبية سكان الناتو الأوروبيين الذين شملهم الاستطلاع 62٪انسحابًا كاملاً لجميع قواتهم (43٪ التعددية) أو تخفيض القوات (19٪). 28٪سيبقيون أعداد القوات عند مستوياتها الحالية. 6٪ سيوافقون على إرسال المزيد من القوات إلى أفغانستان.

### 2011
وجدت دراسة اتجاهات عبر الأطلسي في يونيو2011 التي أجراها صندوق مارشال الألماني للولايات المتحدة أن الأغلبية في الولايات المتحدة (66 ٪) وفي جميع الدول الأعضاء في الناتو البالغ عددها 11 التي شملها الاستطلاع - المملكة المتحدة (69 ٪)، ألمانيا (70 ٪)، فرنسا (64٪) وإيطاليا (65٪) وبولندا (73٪) والبرتغال (58٪) وإسبانيا (57٪) وهولندا (55٪) ورومانيا (67٪) وبلغاريا (63٪) وسلوفاكيا (64٪) - يريدون انسحاب كل القوات أو بعضها من أفغانستان. بالنسبة لجميع دول الناتو الأوروبية الـ 11 التي تم أخذها ككل، فإن غالبية 66٪من الأوروبيين في دول الناتو الذين شملهم الاستطلاع يريدون سحب كل أو بعض قواتهم من أفغانستان: تريد الغالبية 44٪ سحب جميع قواتها من أفغانستان، و 22 آخرين ٪ يريدون سحب بعض قواتهم لتقليل العدد هناك. أقل من واحد من كل ثلاثة، 29٪ يؤيدون الإبقاء على العدد الحالي للقوات في أفغانستان، و 3٪ يؤيدون إرسال المزيد من القوات.
في ديسمبر 2010، أقر وزير الدفاع الأمريكي، روبرت جيتس، بمعارضة الجمهور في جميع البلدان تقريبًا:

### 2014
أعاد ماريك أوبرتل، المقدم السابق في المستشفى الميداني بجيش جمهورية التشيك، ميدالياته التي حصل عليها أثناء تواجده في حرب أفغانستان لعمليات الناتو. وانتقد الحرب على الإرهاب ووصفها بالمهمة بأنها «تخجل بشدة من أنني خدمت منظمة إجرامية مثل منظمة حلف شمال الأطلسي بقيادة الولايات المتحدة ومصالحها الضارة حول العالم».